# Podegrodzie
Podegrodzie (deutsch Zaundorf) ist ein Dorf im Powiat Nowosądecki der Woiwodschaft Kleinpolen in Polen. Es ist Sitz der gleichnamigen Landgemeinde mit etwa 13.000 Einwohnern.

## Geographie
Der Ort liegt am linken Ufer des Flusses Dunajec im Sandezer Becken (Kotlina Sądecka).
Das Dorf hat eine Fläche von 738 ha (11,4 % der Landgemeinde).
Die Nachbarorte sind Mokra Wieś und Gostwica im Norden, Stadła im Nordosten, Rogi im Nordwesten, Naszacowice im Süden, die Stadt Stary Sącz und Mostki im Osten, Juraszowa im Westen.

## Geschichte
Die älteste Spuren der Menschen stammen aus etwa 2000 Jahren v. Chr. Am Hügel Grobla gab es eine große Siedlung der Lausitzer Kultur dauernden bis Latènezeit und Römischer Kaiserzeit.
Der Ort wurde im Jahre 1273 erstmals urkundlich erwähnt. Der Name bedeutet [der Ort] unter [pod] gród (Slawischer Burgwall). In der Tat gibt es innerhalb des Dorfes den Hügel Zamczysko, wo es bereits im 11. Jahrhundert einen Burgwall gab. Zu dieser Zeit bestand bereits eine Kirche, derzeit der Sitz der größten und wichtigsten Pfarre im Sandezer Becken. Seit etwa 1280 gehörte das Dorf den Klarissen in Stary Sącz.
Bei der Ersten Teilung Polens kam Podegrodzie 1772 zum neuen Königreich Galizien und Lodomerien des habsburgischen Kaiserreichs (ab 1804).
Im Jahre 1784 wurden im Zuge der Josephinischen Kolonisation 5 Familien der deutschen Kolonisten lutherischen Konfession angesiedelt. Die Kolonisten gehörten zur Pfarrgemeinde in Stadła. Bis Ende des 19. Jahrhunderts wurden die Nachgeborenen der Kolonisten polonisiert. Im Jahre 1900 hatte das Dorf 960 Einwohner, davon 959 polnischsprachig, 957 römisch-katholisch, 3 Juden.
1918, nach dem Ende des Ersten Weltkriegs und dem Zusammenbruch der k.u.k. Monarchie, kam Podegrodzie zu Polen. Unterbrochen wurde dies durch die Besetzung Polens durch die Wehrmacht im Zweiten Weltkrieg, währenddessen es zum  Generalgouvernement gehörte.
Von 1975 bis 1998 gehörte Podegrodzie zur Woiwodschaft Nowy Sącz.

## Gemeinde
Zur Landgemeinde (gmina wiejska) gehören 13 Dörfer mit Schulzenämtern.

## Sehenswürdigkeiten
- der Hügel Zamczysko
- Jakobskirche (1831–1835 gebaut)

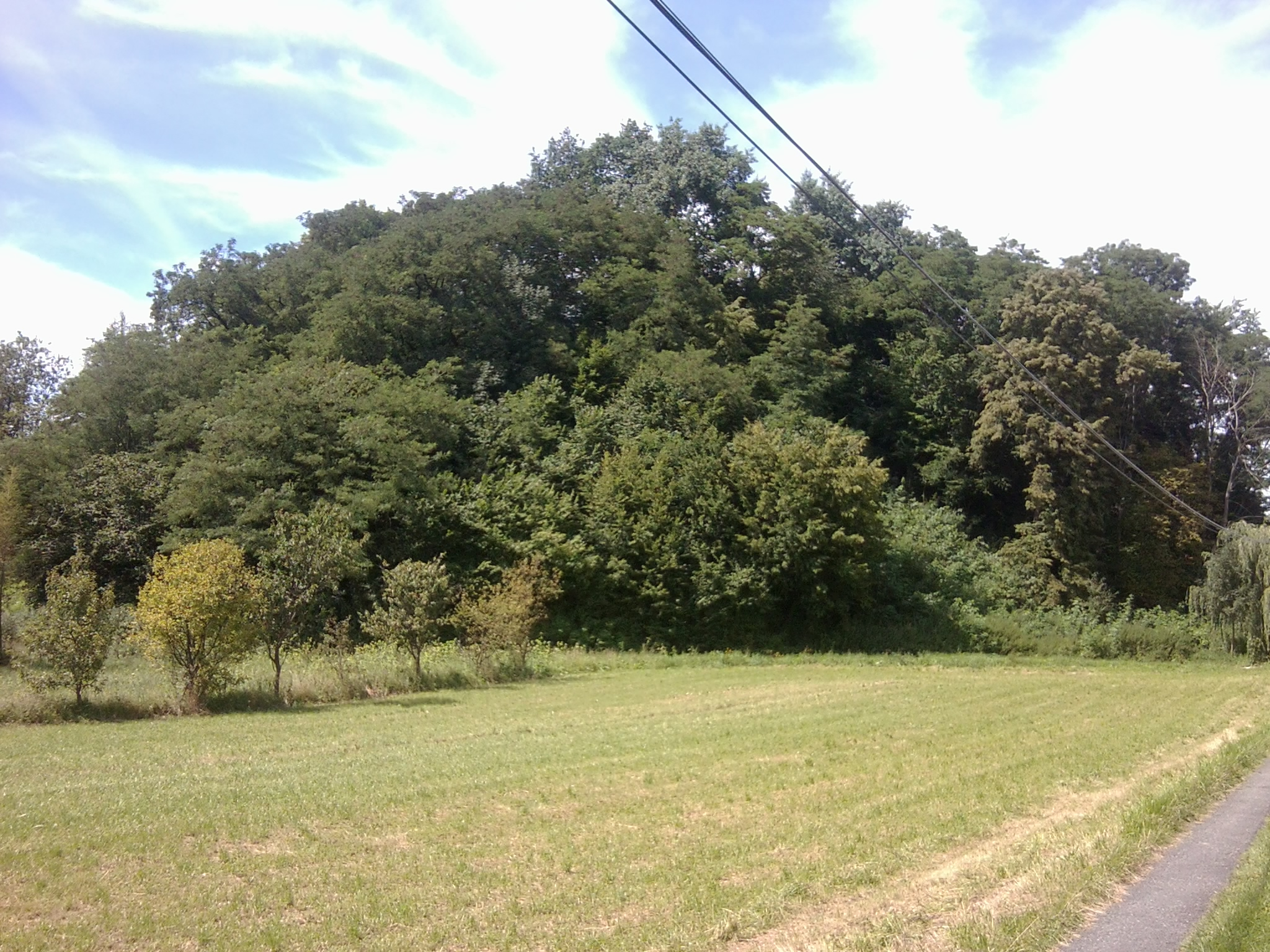
Hügel Zamczysko
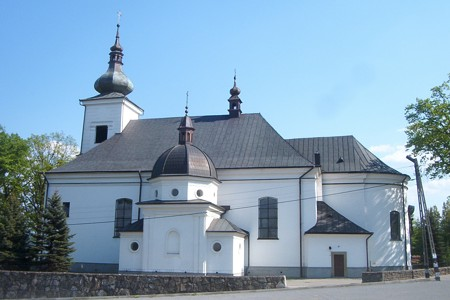
Jakobskirche

## Söhne und Töchter
- Stanislaus Papczyński (1631–1701), katholischer Priester, Ordensgründer, Heiliger.